# Салтимаково
Салтима́ково (рос. Салтымаково) — село у складі Кропивинського округу Кемеровської області, Росія.

## Населення
Населення — 54 особи (2010; 385 у 2002).
Національний склад (станом на 2002 рік):
- росіяни — 96 %